# Abronia gaiophantasma
Abronia gaiophantasma är en ödleart som beskrevs av  Campbell och FROST 1993. Abronia gaiophantasma ingår i släktet Abronia och familjen kopparödlor. Inga underarter finns listade i Catalogue of Life.